# Nancy Parsons
Nancy Anne Parsons (17 de enero de 1942 – 5 de enero de 2001) fue una actriz estadounidense, reconocida por su interpretación de Beulah Balbricker en la película de culto de 1982 Porky's y en sus dos secuelas. También interpretó el papel de Ida en Motel Hell (1980).
Parsons actuó en varios episodios de series de televisión como Remington Steele, Baretta, Charlie's Angels, The Rockford Files, Lou Grant, Family Ties y Star Trek: The Next Generation. Falleció el 5 de enero de 2001 en La Crosse, Wisconsin a la edad de 58 años de diabetes y problemas cardíacos. Le sobrevivieron sus dos hijas.

## Filmografía
- American Raspberry (1977) - Lady Mailperson
- I Never Promised You a Rose Garden (1977)
- The Lady in Red (1979) - Tiny Alice
- Where the Buffalo Roam (1980) - Enfermera jefe
- Motel Hell (1980) - Ida Smith
- Honky Tonk Freeway (1981) - Alice
- Smokey Bites the Dust (1981) - Madre de Harold
- Porky's (1981) - Beulah Balbricker
- Pennies from Heaven (1981) - Prostituta
- Porky's II: The Next Day (1983) - Beulah Balbricker
- Quarterback Princess (1983) (TV) - Señora Klosterman
- Sudden Impact (1983) - Señora Kruger
- Porky's Revenge! (1985) - Beulah Balbricker
- Homer & Eddie (1989) -
- Steel Magnolias (1989) - Janice Van Meter
- Loose Cannons (1990) - Enfermera
- The Doctor (1991) - Laurie
- Death Falls (1991) - Enfermera
- Ladybugs (1992) - Annie
- Wishman (1992) - Señora Crabbe